# Joanna Kolmas
Joanna Krystyna Kolmas – polska farmaceutka, profesor nauk farmaceutycznych, adiunktka w Katedrze Chemii Analitycznej i Biomateriałów Wydziału Farmaceutycznego Warszawskiego Uniwersytetu Medycznego.

## Życiorys
W 1999 ukończyła farmację na Akademii Medycznej w Warszawie. 13 grudnia 2006 obroniła pracę doktorską Badania apatytów syntetycznych i apatytu biologicznego tkanek twardych zęba metodami spektroskopii NMR i IR w ciele stałym. 20 kwietnia 2016 habilitowała się na podstawie pracy zatytułowanej Badanie struktury oraz właściwości fizykochemicznych apatytów biologicznych i syntetycznych w kontekście poszukiwań nowych materiałów apatytowych o potencjalnym znaczeniu biomedycznym. W 2024 otrzymała tytuł profesora nauk medycznych i nauk o zdrowiu.
Jest członkinią Komisji Rozwoju i Promocji Osiągnięć Młodych Naukowców Oddziału PAN w Lublinie i Rady Dyscypliny Naukowej – Nauk Farmaceutycznych Warszawskiego Uniwersytetu Medycznego.
Od 2000 zatrudniona w Katedrze Chemii Analitycznej i Biomateriałów na Wydziale Farmaceutycznym Warszawskiego Uniwersytetu Medycznego. Pełniła funkcje prodziekanki i dziekanki Wydziału Farmaceutycznego Warszawskiego Uniwersytetu Medycznego.